# Forma de cúspide

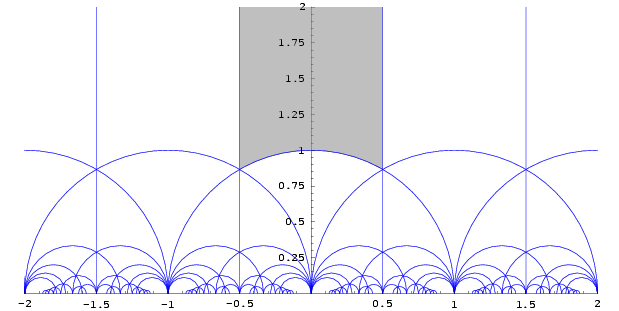
Modelos de semiplano de Poincaré.

En teoría de números, una rama de las matemáticas, una forma de cúspide (también conocida como forma cuspidal o forma parabólica) es un tipo particular de forma modular con un coeficiente constante cero en la expansión de la serie de Fourier. 

## Introducción
Una forma parabólica se distingue en el caso de formas modulares del grupo modular por la desaparición del coeficiente constante a0 en la expansión de la serie de Fourier (véase expansión q) 
{\displaystyle \sum a_{n}q^{n}.}
Esta expansión de Fourier existe como consecuencia de la presencia en la acción del grupo modular en el semiplano superior a través de la transformación 
{\displaystyle z\mapsto z+1.}
Para otros grupos, puede haber alguna traslación a través de varias unidades, en cuyo caso la expansión de Fourier se materializa en términos de un parámetro diferente. Sin embargo, en todos los casos, el límite cuando q → 0 es el límite en el semiplano superior cuando la parte imaginaria de z → ∞. Tomando el cociente por el grupo modular, este límite corresponde a una cúspide de una curva modular (en el sentido de un punto agregado para la compactación). Entonces, la definición equivale a decir que una forma de cúspide es una forma modular que desaparece en una cúspide. En el caso de otros grupos, puede haber varias cúspides, y la definición se convierte en una forma modular que desaparece en todas las cúspides. Esto puede implicar varias expansiones. 

## Dimensión
Las dimensiones de los espacios de las formas de cúspide son, en principio, computables a través del teorema de Riemann-Roch. Por ejemplo, la función tau de Ramanujan τ(n) surge como la secuencia de coeficientes de Fourier de la forma de cúspide de peso 12 para el grupo modular, con a1 = 1). El espacio de tales formas tiene dimensión   1, lo que significa que esta definición es posible; y eso explica la acción de los operadores de Hecke en el espacio mediante la multiplicación escalar (prueba de Mordell de las identidades de Ramanujan). Explícitamente es el discriminante modular
{\displaystyle \Delta (z,q),}
que representa (hasta una constante de normalización ) el discriminante de la expresión cúbica que figura en el lado derecho de la ecuación de Weierstrass de una curva elíptica; y la potencia número 24 de la función eta de Dedekind. Los coeficientes de Fourier aquí están escritos como 
{\displaystyle \tau (n)}
siendo llamados 'función tau de Ramanujan', con la normalización τ(1) = 1.

## Conceptos relacionados
En la imagen más amplia de las formas automorfas, las formas de cúspide son complementarias de las series de Eisenstein, en un espectro discreto/espectro continuo, o en la representación de series discretas/representación inducida, distinción típica en diferentes partes de la teoría espectral. Es decir, la serie de Eisenstein puede ser 'diseñada' para asumir valores dados en las cúspides. Existe una gran teoría general, que depende de la compleja teoría de los subgrupos parabólicos y las correspondientes representaciones cuspidales. 